# Kotły (gromada)
Kotły – dawna gromada, czyli najmniejsza jednostka podziału terytorialnego Polskiej Rzeczypospolitej Ludowej w latach 1954–1972.
Gromady, z gromadzkimi radami narodowymi (GRN) jako organami władzy najniższego stopnia na wsi, funkcjonowały od reformy reorganizującej administrację wiejską przeprowadzonej jesienią 1954 do momentu ich zniesienia z dniem 1 stycznia 1973, tym samym wypierając organizację gminną w latach 1954–1972.
Gromadę Kotły z siedzibą GRN w Kotłach utworzono – jako jedną z 8759 gromad – w powiecie bielskim w woj. białostockim, na mocy uchwały nr 12/V WRN w Białymstoku z dnia 4 października 1954. W skład jednostki weszły obszary dotychczasowych gromad Kotły, Widowo i Hryniewicze Duże ze zniesionej gminy Widowo oraz obszar dotychczasowej gromady Sobótka ze zniesionej gminy Pasynki w tymże powiecie. Dla gromady ustalono 15 członków gromadzkiej rady narodowej.
31 grudnia 1959 gromadę Kotły zniesiono włączając jej obszar do gromad Pasynki (wsie Kotły, Sobótka i Biała oraz kolonię Sobótka), Hołody (wieś Widowo) i Chraboły (wieś Hryniewicze Duże).